# Chris Livingston
Christopher "Chris" Livingston (Akron (Ohio), 15 de outubro de 2003) é um jogador norte-americano de basquete profissional que atualmente joga pelo Milwaukee Bucks da National Basketball Association (NBA).
Ele jogou basquete universitário pela Universidade de Kentucky e foi selecionado pelos Bucks como a 58º escolha geral no draft da NBA de 2023.

## Início da vida e carreira no ensino médio
Livingston nasceu e foi criado em Akron, Ohio. Ele começou a jogar basquete competitivo aos cinco anos de idade. Como calouro, ele jogou pelo Buchtel Community Learning Center em Akron e teve médias de 24,7 pontos, 5,2 rebotes e 1,8 bloqueios. Livingston liderou sua equipe para sua primeira aparição na Final Four do estado desde 1997 e se tornou o calouro com mais pontos na história da escola. Para sua segunda temporada, ele transferiu-se para a Western Reserve Academy em Hudson, Ohio. Em seu último jogo da temporada, Livingston registrou 50 pontos, 20 rebotes, oito roubos de bola e cinco bloqueios em uma vitória por 76-65 sobre a Bristol High School. Como segundanista, ele teve médias de 32,5 pontos, 12,4 rebotes, 3,2 assistências, 2,9 roubos de bola e 1,4 bloqueios.

### Recrutamento
Livingston foi um recruta de cinco estrelas consensual e um dos principais jogadores da classe de 2022, de acordo com importantes serviços de recrutamento. Ele recebeu várias ofertas de bolsas de estudo para basquete universitário antes de ingressar no ensino médio. Em 15 de setembro de 2021, ele se comprometeu a jogar basquete universitário pela Universidade de Kentucky, rejeitando as ofertas de Georgetown e Tennessee State.

## Carreira profissional
Chris Livingston foi selecionado pelo Milwaukee Bucks como a última escolha, a 58ª escolha, do draft da NBA de 2023. Em 9 de julho de 2023, ele assinou um contrato de 4 anos e US$7.6 milhões com os Bucks.

## Estatísticas da carreira

### NBA

#### Temporada regular
| Ano     | Equipe    | PJ | PT | MPJ | AP   | 3P   | LL   | RT  | AS | BR | TO | PPJ |
| ------- | --------- | -- | -- | --- | ---- | ---- | ---- | --- | -- | -- | -- | --- |
| 2023–24 | Milwaukee | 21 | 0  | 4.3 | .500 | .200 | .750 | 1.0 | .2 | .1 | .0 | 1.2 |

#### Playoffs
| Ano  | Equipe    | PJ | PT | MPJ | AP    | 3P | LL   | RT | AS | BR | TO | PPJ |
| ---- | --------- | -- | -- | --- | ----- | -- | ---- | -- | -- | -- | -- | --- |
| 2024 | Milwaukee | 2  | 0  | 3.1 | 1.000 | —  | .000 | .0 | .0 | .0 | .0 | 1.0 |

### Universitário
| Ano     | Equipe   | PJ | PT | MPJ  | AP   | 3P   | LL   | RT  | AS | BR | TO | PPJ |
| ------- | -------- | -- | -- | ---- | ---- | ---- | ---- | --- | -- | -- | -- | --- |
| 2022–23 | Kentucky | 34 | 26 | 22.4 | .429 | .305 | .722 | 4.2 | .7 | .4 | .4 | 6.3 |

## Prêmios e homenagens
NBA
- Campeão da Copa da NBA: 2024